# Purgatory
"Purgatory" é o quinto single da banda inglesa de heavy metal Iron Maiden. Foi o segundo single de seu segundo álbum de estúdio, Killers. O single foi relançado em 1990, no mesmo CD e vinil de 12 polegadas do EP Maiden Japan e no box First Ten Years. É o único single do álbum Killers ("Twilight Zone" não estava na versão européia original do álbum). Essa canção é um remake de outra música tocada pela banda em apresentações ao vivo durante 1976 e 1977 chamada "Floating". De acordo com o atual baterista Nicko McBrain, "Purgatory" é um re-arranjo mais rápido do que a versão original. Este foi o último single da banda com Paul Di'Anno.
"Purgatory" é um dos singles menos populares da banda. A canção nem chegou ao Top 50 das paradas britânicas.

## Lista de reprodução
1. "Purgatory" (Steve Harris)
2. "Genghis Khan" (Steve Harris)

## Créditos
- Paul Di'Anno – vocal
- Dave Murray – guitarra
- Adrian Smith – guitarra, vocal de apoio
- Steve Harris – baixo, vocal de apoio
- Clive Burr – bateria